# パルス波
パルス波（パルスは、英語：pulse wave）とは、
1. 物理学などにおいては、連続波の対義語
2. シンセサイザーの音色のひとつ

ここではシンセサイザーについて述べる。

## パルス波（シンセサイザー）

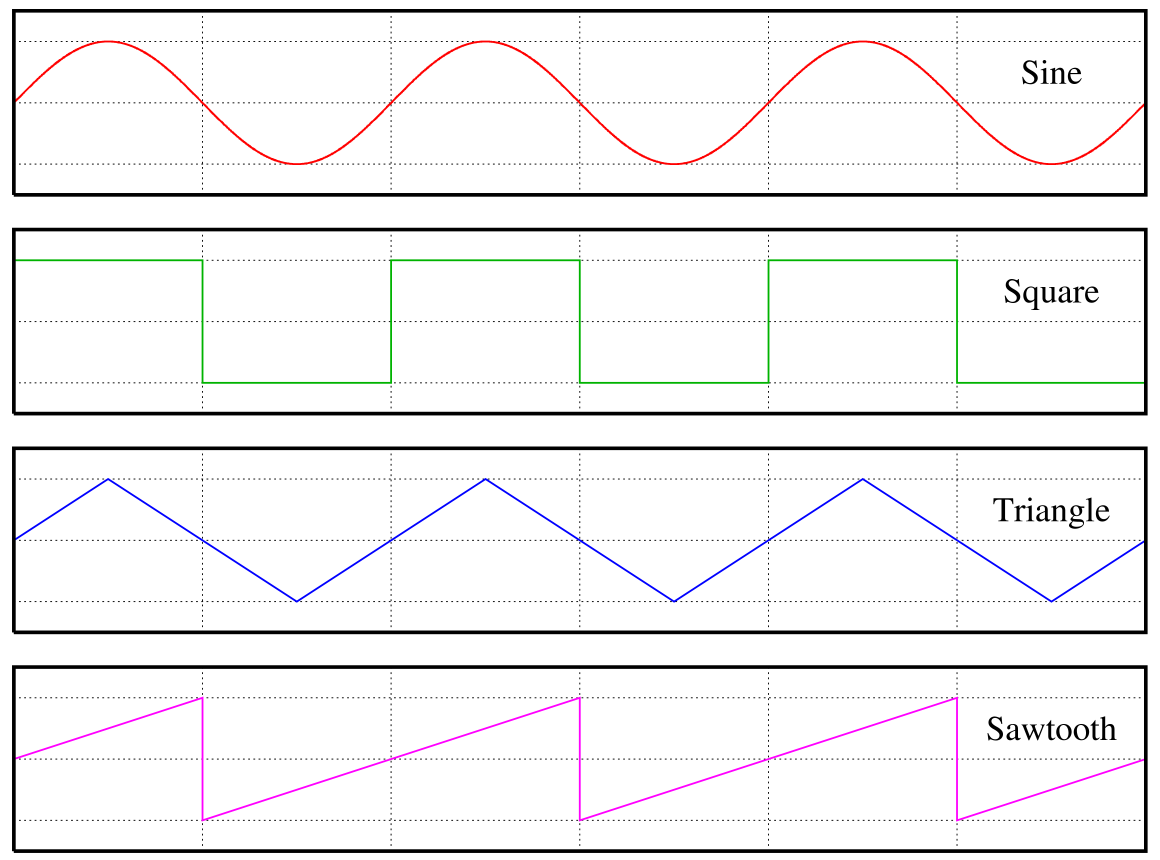
正弦波、矩形波、三角波、鋸歯状波の波形

パルス波はアナログシンセサイザーの古典的音色のひとつで、振幅が最大値と最小値のどちらかの値をとるように周期的に変化する音色のことである。ほかには以下のようなものがあり、いずれも一つまたは複数のコンデンサーの組み合わせを含む電子回路により発生する。
- パルス波（pulse wave（英語版））：2つのコンデンサーを組み合わせた、マルチバイブレータと呼ばれる回路で発生することが多い。
- 鋸歯状波（sawtooth wave、Saw wave）：発生方法はもっともシンプルで、1つのコンデンサーで発生できる。発生の原理はネオン管発振回路と呼ばれる。
- 矩形波、方形波（square wave）：パルス波のうち、デューティ比1:1またはpulse width50%のものをこう呼ぶ。シンセサイザー以外ではパルス波と区別しないことが多いが、シンセサイザーにおいては違う音色として区別されることが多い
- 三角波（triangle wave）：2つのコンデンサーを組み合わせて発生